# A-Teen
A-Teen (에이틴?, E-itinLR) è una webserie sudcoreana trasmessa su Naver TV Cast, sequel ideale di Yeor-ilgop del 2017. La prima stagione è andata in onda dal 1º luglio al 16 settembre 2018; la seconda dal 25 aprile 2019.

## Trama
A-Teen segue le vicende di sei studenti delle superiori che compiono diciotto anni nel 2018.

## Personaggi e interpreti
- Do Ha-na, interpretata da Shin Ye-eun (st. 1, apparizione speciale st. 2)
- Kim Ha-na, interpretata da Lee Na-eun (st. 1-2)
- Nam Si-woo, interpretato da Shin Seung-ho (st. 1, apparizione speciale st. 2)
- Ha Min, interpretato da Kim Dong-hee (st. 1-2)
- Yeo Ba-ram, interpretata da Kim Su-hyun (st. 1-2)
- Cha Gi-hyun, interpretato da Ryoo Ui-hyun (st. 1-2)
- Cha Ah-hyun, interpretata da Kang Min-ah (st. 2)

## Accoglienza
Sin dal suo debutto A-Teen ha suscitato molto interesse tra gli adolescenti. La prima stagione ha raggiunto 6 milioni di visualizzazioni in un mese e mezzo. La seconda ha ottenuto 35 milioni di visualizzazioni in due settimane dalla messa in onda, motivo per cui parte del cast ha tenuto un incontro con i fan il 13 giugno 2019. Entro l'ultimo episodio ha raggiunto i 52 milioni, battendo il record per il numero più alto di visualizzazioni cumulative per una webserie sudcoreana. Nell'agosto 2019 la prima stagione aveva totalizzato 200 milioni di visualizzazioni, mentre la seconda 300 milioni.
Anche gli attori principali hanno ricevuto riconoscimento da parte del pubblico, ottenendo altri ruoli nell'industria televisiva in seguito alla loro partecipazione ad A-Teen.